# アルツール・パルティカ
アルツール・パルティカ (Artur Jerzy Partyka、1969年7月25日 - )は、ポーランドの元陸上競技選手。1992年バルセロナオリンピック、1996年アトランタオリンピックで2大会連続メダルを獲得した選手である。美しい背面跳びで知られ、世界で25人しかいない2m38ジャンパーの一人である。（2023年9月現在）この記録は現在でもポーランド記録となっている。
オリンピックでの2大会連続表彰台のほかに、世界選手権でも1993年の大会から3大会連続で表彰台に立っている。

## 自己ベスト
- 走高跳　2m38 (1996年8月18日)

## 主な実績
| 年   | 大会                     | 場所                       | 種目   | 結果 | 記録 |
| ---- | ------------------------ | -------------------------- | ------ | ---- | ---- |
| 1988 | 世界ジュニア陸上選手権   | サドバリー(カナダ)         | 走高跳 | 金   | 2m28 |
| 1991 | 世界室内陸上選手権       | セビリア(スペイン)         | 走高跳 | 銀   | 2m37 |
| 1992 | オリンピック             | バルセロナ(スペイン)       | 走高跳 | 銅   | 2m34 |
| 1993 | 世界陸上選手権           | シュトゥットガルト(ドイツ) | 走高跳 | 銀   | 2m37 |
| 1994 | ヨーロッパ陸上選手権     | ヘルシンキ(フィンランド)   | 走高跳 | 銀   | 2m33 |
| 1995 | 世界陸上選手権           | イェーテボリ(スウェーデン) | 走高跳 | 銅   | 2m35 |
| 1996 | オリンピック             | アトランタ(アメリカ合衆国) | 走高跳 | 銀   | 2m37 |
| 1996 | IAAFグランプリファイナル | ミラノ(イタリア)           | 走高跳 | 3位  | 2m30 |
| 1997 | 世界陸上選手権           | アテネ(ギリシャ)           | 走高跳 | 銀   | 2m35 |
| 1998 | ヨーロッパ陸上選手権     | ブダペスト(ハンガリー)     | 走高跳 | 金   | 2m34 |